# Stenopogon solsolacearum
Stenopogon solsolacearum är en tvåvingeart som beskrevs av Pavel Lehr 1963. Stenopogon solsolacearum ingår i släktet Stenopogon och familjen rovflugor. Inga underarter finns listade i Catalogue of Life.